# Luis Urruti
Luis Alfredo Urruti Giménez (Conchillas, Colonia, 11 de septiembre de 1992) es un futbolista uruguayo nacionalizado peruano. Juega como delantero y su equipo actual es el Sport Boys de la Liga 1 del Perú.

## Trayectoria
Jugador formado en Centro Atlético Fenix, estuvo en Fénix hasta los 20 años donde dejó el fútbol por el fallecimiento de su padre.
Volvió al fútbol para jugar en Cerro, luego de pasar unas pruebas fue promovido al primer equipo de Club Atlético Cerro por Danilo Baltierra en la temporada 2013/14. 
En un partido contra Peñarol sufrió un traumatismo en el cráneo por un fuerte jugada, siendo retirado del campo en ambulancia. Tito tuvo una gran temporada 2015/16, ayudando a Cerro a clasificar a la Copa Libertadores 2017, anotó 6 goles en aquella temporada por lo que los grandes de Uruguay se interesaron en él.

### Peñarol
Club Nacional y Club Atlético Peñarol se pelearon por su fichaje, siendo el último equipo el más interesado. El 1 de julio de 2016 fue oficializado como nuevo refuerzo del campeón del siglo, fue transferido por un contrato de 3 años. Tito consideró un sueño llegar a Peñarol, debido a su hinchaje. Jugó la Copa Sudamericana 2016 donde fue eliminado por Sportivo Luqueño. Con la llegada de Leonardo Ramos, Urruti perdió toda la continuidad jugando en el equipo alterno de la 3.ª división. A pesar del técnico no quería contar con él, la directiva decidió que se quede hasta terminar la temporada. Jugó al lado de Nahitan Nández y Cristian Rodríguez. Tras perder continuidad pasó a préstamo a Centro Atlético Fenix, logrando tener bastante protagonismo y continuidad.
A pesar de tener contrato con Peñarol un año más, rescindió y firmó por Club Atlético River Plate (Uruguay). En el Darsenero volvió a su mejor nivel, siendo una de las principales figuras de su equipo. Jugó la Copa Sudamericana 2019, logrando eliminar a Santos FC de Brasil. 

### Universitario de Deportes
El 26 de diciembre fue oficializado como nuevo refuerzo de Universitario de Deportes para afrontar la Liga 1 y Copa Libertadores 2020, llega a préstamo por un año con opción a compra. Fue un pedido del técnico uruguayo Gregorio Perez y jugó al lado de sus compatriotas Federico Alonso, Alejandro Hohberg y Jonathan David Dos Santos. Fue elegido como el mejor jugador de la segunda fecha de la Liga 1 2020, debido a su participación directa en los 2 goles de universitario, partido el cual ganó 2 a 1 Sport Huancayo. Jugó la Copa Libertadores 2020, perdiendo en la segunda ronda contra Cerro Porteño. Jugó 25 partidos y anotó 6 goles en la temporada, fue campeón del Torneo Apertura, sin embargo, fue subcampeón del torneo peruano al perder la final nacional frente a Sporting Cristal. A pesar de su voluntad de querer quedarse en Universitario para la temporada 2021, existió un entremado dentro de la negociación, debido a que Universitario no podía pagar un nuevo préstamo. Finalmente, River Plate bajó sus pretensiones, haciendo caso al jugador y el 12 de enero se oficializó su renovación por toda la temporada para afrontar la Liga 1 2021 y la fase de grupos de Copa Libertadores 2021.
A la orden de Ángel Comizzo tendría una Fase 1 irregular donde no anotaría y tendría un gran rendimiento . Para la Fase 2  los primeros partidos no tendría un gran rendimiento pero luego de la salida de Ángel Comizzo metería 1 gol frente a Academia Deportiva Cantolao al mando de Juan Pajuelo .
Luego de la llegada de Gregorio Pérez mejoraría su rendimiento anotaría frente a la Club Deportivo Universidad de San Martín de Porres , haría una gran jugada frente a Club Sport Huancayo donde metería el gol. Nuevamente metería un gol frente a Cusco Fútbol Club en ese mismo partido asistiría a Alex Valera . En la última fecha luego de un rebote de Carlos Cáceda anotaría un gol terminando de buena manera el año donde anotó 5 goles y una asistencia siendo importante para la clasificación para la Copa Libertadores 2022. A pedido de Gregorio Pérez renovaría por todo el 2022. Jugó la Copa Libertadores 2022 frente a Barcelona, sin embargo, perdería la llave en la segunda ronda del torneo. En la temporada 2023 salió campeón nacional al vencer en la final a Alianza Lima, obteniendo su tercer título nacional. A final de temporada no renovaría su contrato, terminando su historia con el club crema después de 4 años.

## Clubes
| Club                      | País    | Año       | Part. | Goles | Asist. |
| ------------------------- | ------- | --------- | ----- | ----- | ------ |
| Cerro                     | Uruguay | 2013-2016 | 41    | 7     | 7      |
| Peñarol                   | Uruguay | 2016-2017 | 9     | 1     | 0      |
| Fénix                     | Uruguay | 2017-2018 | 17    | 1     | 0      |
| River Plate               | Uruguay | 2018-2019 | 42    | 9     | 3      |
| Universitario de Deportes | Perú    | 2020-2023 | 87    | 17    | 13     |
| Deportivo Garcilaso       | Perú    | 2024      | 12    | 3     | 0      |
| Carlos A. Manucci         | Perú    | 2024      | 17    | 4     | 4      |
| Sport Boys                | Perú    | 2025-act. | 0     | 0     | 0      |

### Participaciones internacionales
| Torneo                 | Club                | País    | Resultado           |
| ---------------------- | ------------------- | ------- | ------------------- |
| Copa Sudamericana 2018 | Peñarol             | Uruguay | Segunda fase        |
| Copa Sudamericana 2019 | River Plate         | Uruguay | Segunda fase        |
| Copa Libertadores 2020 | Universitario       | Perú    | Fase 2              |
| Copa Libertadores 2021 | Universitario       | Perú    | Fase de grupos      |
| Copa Libertadores 2022 | Universitario       | Perú    | Fase 2              |
| Copa Sudamericana 2023 | Universitario       | Perú    | Play-off de octavos |
| Copa Sudamericana 2024 | Deportivo Garcilaso | Perú    | Fase de grupos      |

## Palmarés

### Torneos Cortos
| Título              | Club                      | País    | Año  |
| ------------------- | ------------------------- | ------- | ---- |
| Campeonato Uruguayo | Peñarol                   | Uruguay | 2017 |
| Supercopa Uruguaya  | Peñarol                   | Uruguay | 2018 |
| Liga 1              | Universitario de Deportes | Perú    | 2023 |

| Título          | Club                      | País    | Año  |
| --------------- | ------------------------- | ------- | ---- |
| Torneo Clausura | Peñarol                   | Uruguay | 2017 |
| Torneo Apertura | Universitario de Deportes | Perú    | 2020 |
| Torneo Clausura | Universitario de Deportes | Perú    | 2023 |